# Горовиць-Власова Любов Михайлівна
Любов Михайлівна Горовиць-Власова (народилася 26 (13) березня 1879, Бердичів, нині Житомирська область, Російська імперія — померла 19 січня 1941, Ленінград, нині Санкт-Петербург, СРСР) — український мікробіолог, доктор медицини (1906), професор (1920), а також письменниця і поетеса.

## Біографія

### Освіта та початок кар'єри
Любов Горовиць-Власова народилася у відомій єврейській родині Горовиців. Вона навчалася в Маріїнській жіночій гімназії в Одесі, яку закінчила 1895 року із золотою медаллю та званням домашньої наставниці. Оскільки в тогочасній Росії вища освіта для жінок була обмеженою, вона поїхала до Парижа, де вступила на природничо-наукове відділення Паризького університету. Там вона стала улюбленою ученицею Іллі Мечникова в Пастерівському інституті та під його керівництвом захистила дисертацію «Про самозахист організму проти бактерій».
1902 року Любов Михайлівна повернулась у Росію, де підтвердила своє наукове звання, склавши державний іспит при медичному факультеті Харківського університету. Працювала спершу лікарем в Обухівській лікарні в Петербурзі, а потім земським лікарем у місті Кирилів Новгородської губернії. Враження від роботи земським лікарем вона описала у щоденнику, який згодом став відомим як «Записки земского врача». У 1903—1904 роках вона також навчалася і склала екзамен на ступінь доктора медицини при Військово-медичній академії.
1906 року Любов Горовиць вийшла заміж за метеоролога Володимира Власова, отримавши подвійне прізвище. 1908 року у них народився син Андрій, проте шлюб був невдалим, і подружжя незабаром розійшлось.

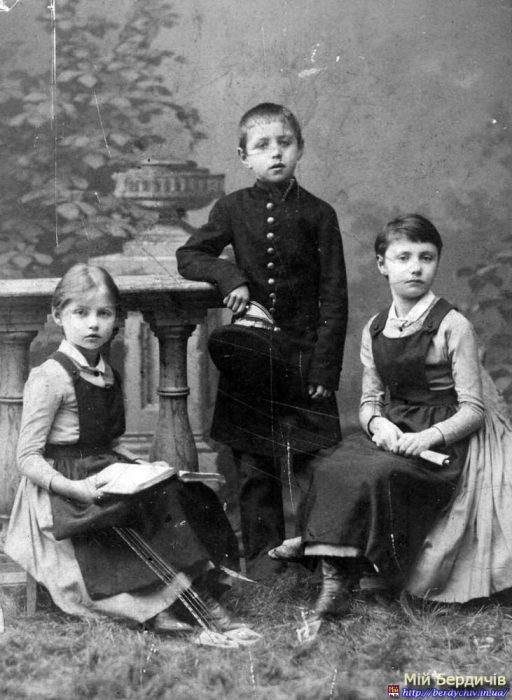
Любов Горовиць (перша зліва) з братом та сестрою, біля 1890 р

## Наукова та професійна діяльність
З 1911 року Любов Михайлівна працювала завідувачем бактеріологічної лабораторії Петербурзької фільтро-озонної станції, одночасно викладаючи епідеміологію в Петроградському жіночому інституті.
Її наукові дослідження з питань сапрофітної та патогенної мікрофлори зовнішнього середовища стали основою для створення вітчизняної санітарної мікробіології. Ґрунтовна праця «Бактериологическая флора воды» (1913) стала першим вітчизняним визначником бактерій і була перевидана 1933 році під назвою «Визначення бактерій». Вона також відкрила збудник кумисного бродіння і розробила новий метод виготовлення кумису, який почав використовуватися на курортах.

## Репресії та арешти

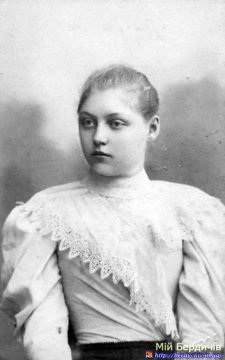
Любов Горовиць під час навчання в гімназії, Одеса, 1895 р

Своє ставлення до нової радянської влади Любов Горовиць-Власова висловила після вбивства в 1918 році депутатів Установчих зборів від партії кадетів Шингарєва і Кокошкіна, назвавши вбивць «звірами в людській подобі». За свою принципову позицію вона опинилась під наглядом. У травні 1922 року, під час 2-го Всеросійського з'їзду лікарів, її промова про те, що «російські лікарі не можуть з закритими очима… прийняти всі погляди й методи пролетарської влади», стала приводом для адміністративного вислання в Оренбурзьку губернію на два роки.
Перебуваючи в Оренбурзі, вона продовжила наукову діяльність, організувавши крайову лабораторію, а згодом — санітарно-бактеріологічний інститут. 1925 року вона отримала місце на кафедрі Дніпропетровського медичного інституту, а 1927 року піддалась короткому арешту. 1929 року повернулась до Ленінграду, де очолила бактеріологічний і біохімічний відділи НДІ біохімії харчової та смакової промисловості та була головою Ленінградського мікробіологічного товариства.

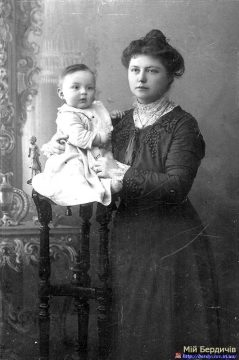
Любов Горовиць-Власова з сином Андрієм

У неї був не лише талант вченого. Вона любила літературу, і так само як і знаменита російська вчена-математик Софія Ковалевська, успішно пробувала в ній свої сили. Горовиць-Власова стала автором відомої у колі студентства та науковців поеми «Бактеріада». Любов Михайлівна в жартівливих і дещо пишномовних рядках, як і належить в урочистій поемі-оді, виклала короткий конспект з курсу мікробіології та драматичну історію цієї науки
1937 року Любов Михайлівна захворіла на тяжкий психічний розлад. Проте це не зупинило репресивну машину: у березні 1938 року її вкотре заарештували, звинувативши в участі в «антирадянській терористичній організації мікробіологів». Справу було призупинено через її хворобу.

## Смерть та пам'ять

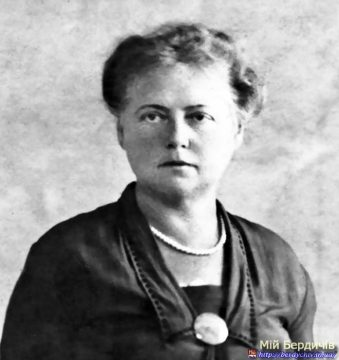
Горовиць-Власова Любов Михайлівна

Померла Любов Михайлівна Горовиць-Власова 19 січня 1941 року в Ленінграді від інсульту. Її поховали на Волковському лютеранському кладовищі. На пам'ятнику викарбувано присвятний напис — цитату з її вірша «Я смерти не боюсь…» (1935):
«Я смерти не боюсь…
Назначенное время,
Что было мне отмерено судьбой,
Я отдала Науке…».

## Літературна творчість
У неї був не лише талант вченого. Вона любила літературу, і так само як і знаменита російська вчена-математик Софія Ковалевська, успішно пробувала в ній свої сили. Горовиць-Власова стала автором відомої у колі студентства та науковців поеми «Бактеріада». Любов Михайлівна в жартівливих і дещо пишномовних рядках, як і належить в урочистій поемі-оді, виклала короткий конспект з курсу мікробіології та драматичну історію цієї науки

## Основні праці
- К вопросу о биохимизме бактерий // Арх. биол. наук. 1910. Т 15, вып. 1, 5;
- К вопросу о биологии холерных вибрионов // Там само. 1911. Т. 16, вып. 5;
- К вопросу о значении стрептококков при санитарной оценке воды // Гигиена и санитар. дело. 1915. № 4; К вопросу о микробиологии и химии кумыса // Курорт. дело. 1923. № 10.

### Рекомендована література
- Скороходов Л. Я. Л. М. Горовиц-Власова (К 15-летию со дня смерти) // ЖМЭИ. 1957. № 12.
- В. Ружицький. Горовиць-Власова. Талант вченого і літератора. // Пантеон бердичівських імен (нариси та портрети). Упорядник М. Пасічник. — В-во «Бердичіврегіонвидав», 2004.